# Microglanis eurystoma
Microglanis eurystoma és una espècie de peix de la família dels pseudopimelòdids i de l'ordre dels siluriformes.

## Morfologia
- Els mascles poden assolir 7,8 cm de longitud total.
- Nombre de vèrtebres: 29-30.[5]

## Hàbitat
És un peix d'aigua dolça i de clima temperat.

## Distribució geogràfica
Es troba a Sud-amèrica: conca del riu Uruguai a Rio Grande do Sul i Santa Catarina (sud del Brasil).